# د مثل دوستی د مثل دروغ
د مثل دوستی د مثل دروغ فیلمی نویسندگی و کارگردانی پاتریک کونگ ۲۰۰۸ محصول هنگ کنگ است. از بازیگران آن میتوان به الکس فانگ ، استفی تانگ و آلیس تانگ اشاره کرد.

## بازیگران
آلیس تانگ در نقش کی کی
آلکس فونگ در نقش  آه کیونگ
لیلا تانگ در نقش آه من

## نامزدی جوایز
۲۸ امین جایزه فیلم هنگ کنگ

- بهترین فیلم اصلی آهنگ (اندرو چو نیش Jie های کاری مولیس Kary Ng)